# NGC 4686
NGC 4686 (другие обозначения — UGC 7946, MCG 9-21-44, ZWG 270.21, PGC 43101) — спиральная галактика (Sa) в созвездии Большая Медведица.
Этот объект входит в число перечисленных в оригинальной редакции «Нового общего каталога».
Галактика сильно излучает в ультрафиолетовом диапазоне и имеет широкие эмиссионные линии в спектрах. NGC 4686 является одной из галактик типа Аро с аномально сильным излучением в синей области. Особенно яркими являются линии излучения водорода, калия и кальция.